# Milva e dintorni
Milva e dintorni è un album della cantante italiana Milva, pubblicato dall'etichetta discografica Ricordi nel 1982.
Autori dei brani e degli arrangiamenti sono Franco Battiato e Giusto Pio. Tra i musicisti Filippo Destrieri (tastiere), Paolo Donnarumma (basso), Alberto Radius (chitarra).
Seppur non accreditata, nei cori del brano La passione secondo Milva e in Alexanderplatz vi è la partecipazione di Giuni Russo come vocalist, come del resto la stessa Milva fece per alcune canzoni di Giuni Russo come la splendida Atmosfera.
Dell'album è stata anche creata una versione cantata in francese: Milva Alexander Platz.

## Tracce
Testi Franco Battiato; musiche Battiato-Pio, arrangiamenti Battiato-Pio.
1. Alexander Platz (Cohen - Battiato - Pio) - 03:29
2. L'aeroplano (Battiato - Pio) - 03:45
3. Poggibonsi (Battiato - Pio) - 04:02
4. Non sono Butterfly (Battiato - Pio) - 03:57
5. Tempi moderni (Battiato - Pio) - 03:45
6. A cosa pensi (Gallerani - Battiato - Pio) - 03:48
7. Le donne (Battiato - Pio) - 03:10
8. La passione secondo Milva (Battiato - Pio) - 03:02
9. In silenzio (Battiato - Pio) - 03:41

## Formazione
- Milva – voce
- Filippo Destrieri – tastiera
- Alberto Radius – chitarra
- Paolo Donnarumma – basso
- Flaviano Cuffari – batteria
- I Madrigalisti Di Milano – cori
- Giuni Russo - cori in La passione secondo Milva e Alexanderplatz (non accreditata)